# Ginglymostomatidae
Os Ginglymostomatidae são uma família cosmopolita dos Orectolobiformes conhecidos comumente como tubarões-lixa, contendo quatro espécies em três gêneros.
Ocorrem em todo o mundo, em mares tropicais e subtropicais. Eles vivem no fundo ou perto dele, desde perto da costa até 70 m, em recifes rochosos ou de coral, fundos arenosos e áreas de mangue. A alimentação consiste em lulas, polvos, ouriços-do-mar, caranguejos, camarões, lagostas e peixes ósseos.

## Descrição
A cabeça é larga e achatada, o focinho arredondado, com boca pequena, transversal e subterminal. A narina possui barbilhão curto a longo e pontiagudo. O olho está no lado dorsolateral ou lateral da cabeça. O espiráculo está localizado posteriormente ao olho e é menor que o olho. As guelras são pequenas e a quinta quase se sobrepõe à quarta.

## Taxonomia
A família contêm três gêneros:
- Ginglymostoma Müller and Henle, 1837
- Nebrius Rüppell, 1837
- Pseudoginglymostoma Dingerkus, 1986